# Ringo Starr & His All-Starr Band
A All Starr Band é uma banda conceitual, de rock e de avant-garde formada pelo ex-beatle Ringo Starr, em 1989, incluindo vários membros.
A banda excursiona constantemente por todo o mundo durante turnês para promover os álbuns solos de Ringo Starr.
O Setlist da banda também contém músicas das bandas Toto e Mr. Mister
A banda já teve vários artistas de destaque musical,como John Entwistle (The Who) e Peter Frampton.

## Discografia
- Ringo Starr and His All-Starr Band, 1990
- Ringo Starr and His All Starr Band Volume 2: Live from Montreux, 1993
- Ringo Starr and His third All-Starr Band-Volume 1, 1995
- King Biscuit Flower Hour Presents Ringo & His New All-Starr Band, 2002
- Tour 2003, 2004
- Ringo Starr and Friends, 2006
- Live at the Greek Theatre 2008, 2008